# Bembèrèkè
Bembèrèkè  ist eine Stadt, ein Arrondissement und eine 3348 km2 große Kommune in Benin. Sie liegt im Département Borgou. 

## Demografie und Verwaltung
Das Arrondissement Bembèrèkè hatte bei der Volkszählung im Mai 2013 eine Bevölkerung von 31.176 Einwohnern, davon waren 16.253 männlich und 14.923 weiblich. Die gleichnamige Kommune hatte zum selben Zeitpunkt 131.255 Einwohner, davon waren 66.270 männlich und 64.985 weiblich.
Die vier weiteren Arrondissements der Kommune sind Béroubouay, Bouanri, Gamia und Ina. Kumuliert umfassen alle fünf Arrondissements 58 Dörfer.

## Wissenswertes
Durch die Stadt führt die Fernstraße RNIE2, die in nördlicher Richtung u. a. nach Malanville führt und in südlicher Richtung nach Cotonou. Nordöstlich von Bembèrèkè befindet sich der gleichnamige Flugplatz.
In der Stadt ist der Fußballclub Béké FC beheimatet.